# Sphodros rufipes
Espèce
Synonymes
- Atypus rufipes Latreille, 1829
- Atypus bicolor Lucas, 1836
- Atypus milberti Banks, 1907

Sphodros rufipes est une espèce d'araignées mygalomorphes de la famille des Atypidae.

## Distribution
Cette espèce est endémique des États-Unis. Elle se rencontre au Rhode Island, dans l'État de New York, au Maryland, à Washington, en Illinois, au Tennessee, en Caroline du Nord, en Géorgie, en Floride, au Mississippi:, en Louisiane et dans l'Est du Texas.
Cette espèce est réputée vivre plutôt dans le Sud des États-Unis mais des individus ont été photographiés dans l'Indiana, le Missouri et le New Jersey.

## Description
Le mâle mesure 14,50 mm et la femelle 24,00 mm.

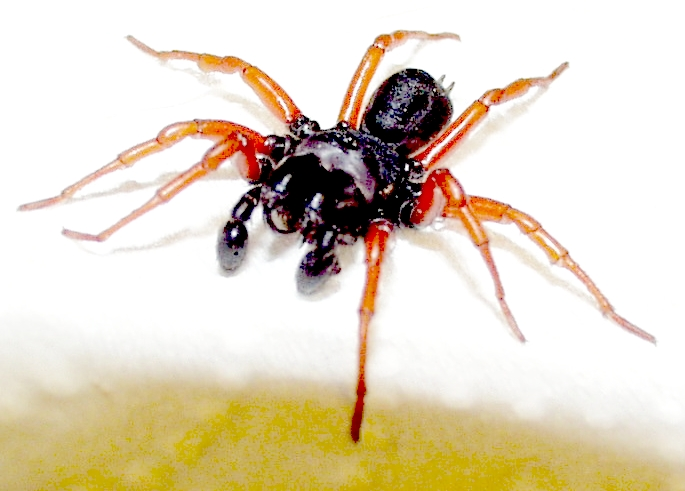
mâle vu de 3/4

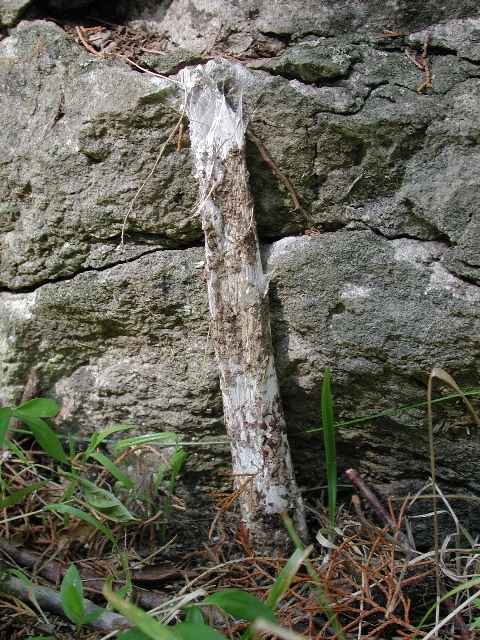
Tube d'une espèce du genre Sphodros

Cette araignée d'apparence solide a le corps noir. Les mâles ont de longues pattes caractéristiques, rouges ou orange, alors que celles des femelles sont noires. Comme d'autres araignées mygalomorphes, ses crochets à venin pointent tout droit en avant.
Cette mygale est nommée Red legged purseweb spider par les anglophones, et "Sphodros à pattes rouges" pour la traduction directe du nom latin au français.

## Éthologie
Cette araignée a une méthode particulière de capture de proies : elle construit un tunnel de toile, généralement  le long d'un arbres ou de pierres. Elle se cache dans ce tunnel et attend que des insectes marchent dessus ou se posent sur sa surface. Elle les mord alors à travers la toile et les amène à l'intérieur de son gîte, où elle les consommera après que les enzymes injectées auront fait leur effet.
Cette espèce sort très rarement de sa toile, excepté pour la reproduction.

## Statut et état de conservation
C'est une espèce aujourd'hui considérée comme menacée, pour diverses raisons, notamment parce qu'elle est attaquée par les fourmis de feu devenues invasives dans les régions où elle vit.

## Publication originale
- Latreille, 1829 : Les Arachnides. in Cuvier, Le règne animal, nouvelle édition, Paris, vol. 4, p. 206-291.